# Limenitis jacquelinae
Limenitis jacquelinae är en fjärilsart som beskrevs av Stephen R. Steinhauser och Miller 1977. Limenitis jacquelinae ingår i släktet Limenitis och familjen praktfjärilar. Inga underarter finns listade i Catalogue of Life.